# Batomys salomonseni
Batomys salomonseni  (Sanborn, 1953) è un roditore della famiglia dei Muridi diffuso nelle Filippine.

## Descrizione

### Dimensioni
Roditore di piccole dimensioni, con la lunghezza della testa e del corpo tra 174 e 191 mm, la lunghezza della coda tra 120 e 167 mm, la lunghezza del piede tra 34 e 41 mm, la lunghezza delle orecchie tra 19 e 24 mm e un peso fino a 205 g.

### Aspetto
La pelliccia solitamente è arruffata e lanosa, in alcuni individui è più liscia. Le parti superiori sono marroni scure, alcuni peli hanno la punta rossiccia, i fianchi sono più chiari, con riflessi giallo-brunastri, mentre le parti ventrali sono giallastre con la base dei peli grigia. Le zampe hanno una striscia scura che si estende dal polso e dal tallone fino alla base delle dita, mentre il resto è bianco. Le vibrisse sono molto lunghe. La coda è più corta della testa e del corpo, è uniformemente bruno-nerastra e ricoperta moderatamente di peli. Il cariotipo è 2n=52 FN=52.

## Biologia

### Comportamento
È una specie notturna e terricola.

### Alimentazione
Si nutre di parti vegetali e semi.

### Riproduzione
Sono state osservate femmine con 1-2 embrioni ciascuna.

## Distribuzione e habitat
Questa specie è diffusa sulle isole di Dinagat, Mindanao settentrionale, Leyte e Biliran.
Vive nelle foreste muschiose e montane tra 1.200 e 2.400 metri di altitudine.

## Conservazione
La IUCN Red List, considerato che l'habitat primario è localizzato a quote elevate e quindi non soggette a sfruttamento, classifica B.salomonseni come specie a rischio minimo (Least Concern).